# Hate über alles
Hate über alles ist das 15. Studioalbum der deutschen Thrash-Metal-Band Kreator. Es wurde am 10. Juni 2022 bei Nuclear Blast veröffentlicht.

## Entstehung

### Songwriting
Im Juli 2018 kündigte Sänger Mille Petrozza an, dass die Band im Jahre 2019 keine Konzerte spielen werde, um sich auf das neue Studioalbum vorbereiten zu können. Er hoffte damals auf eine Veröffentlichung im Sommer 2020. Ein Jahr später verließ der Bassist Christian „Speesy“ Giesler nach rund 25 Jahren die Band. Sein Nachfolger wurde Frédéric Leclercq, der zuvor unter anderem bei Dragonforce spielte. Zusammen mit Leclerq spielte die Band das Lied 666 – World Divided ein, das am 10. April 2020 zusammen mit dem Lied Checkmate von Lamb of God auf der Split-Single 666 – World Divided / Checkmate veröffentlicht wurde. Eine unter dem Namen State of Unrest geplante gemeinsame Tournee durch Europa musste wegen der COVID-19-Pandemie verschoben werden.
Gitarrist Sami Yli-Sirniö verkündete im September 2020, dass sich die Musiker in einem Studio in Essen zusammengefunden haben, um neue Lieder zu schreiben, arrangieren und um Demos aufzunehmen. Die Band würde die Zeit nutzen, um „sich neu zu erfinden“. Die Band wählte dafür die Nemesis Studios des Caliban-Gitarristen Marc Görtz. Am längsten arbeitete Petrozza am Titellied, welches fünf verschiedene Titel und Refrains hatte, bevor es fertig gestellt wurde. An Silvester 2020 verkündete Sänger Mille Petrozza, dass er mehr als 15 Lieder für das neue Album geschrieben habe. Er bezeichnete das Jahr 2020 als das bisher produktivste seines Lebens. Allerdings würde die Band nicht mehr mit Jens Bogren zusammenarbeiten, der die beiden Vorgängeralben Phantom Antichrist und Gods of Violence produzierte.
Sänger Mille Petrozza wollte für Hate über alles musikalisch „ein bisschen greifbarer und kompakter werden“. Die Band wollte „eingängige Songs schreiben, die die Leute live feiern können“. Darüber hinaus kritisierte Petrozza, dass „im Thrash oder generell im Metal vermeintliche Genre-Regeln bisweilen wichtiger sind als die Qualität der Songs“. Ihm wäre „das Genre im Grunde aber egal“, es würde „nur gute und schlechte Songs geben“.

### Aufnahmen
Im September 2020 begannen die Aufnahmen in den Hansa Studios in Berlin. Als Produzent wählten Kreator den US-Amerikaner Arthur Rizk aus, der zuvor mit Bands wie Code Orange oder Soulfly zusammengearbeitet hat und von Arch-Enemy-Gitarristen Michael Amott empfohlen wurde. Für Produzent Arthur Rizk waren die Berliner Hansa-Studios ein ungewohntes Arbeitsumfeld, jedoch konnte er sich recht schnell mit dem dortigen technischen Gerätepark vertraut machen. Mille Petrozza erklärte, dass er Rizks Arbeiten mit „Ghostemane“, Power Trip und Cavalera Conspiracy hervorragend klängen. Für das abmischen wollte die Band zunächst jemand anderen engagieren. Als Mille Petrozza dann das von Rizk produzierte und gemischte Album Strength von Unto Others hörte, entschloss er sich, dass Rizk auch Hate über alles mischen sollte. Laut Mille Petrozza sei Rizk ein „lockerer Typ“ und es sei „eine andere Art des Arbeitens gewesen“. Rizk spielte der Band einige seiner Produktionen vor, was Petrozza „inspirierend“ fand und als „Zusammenkommen von Metal-Nerds“ bezeichnete.
Das Schlagzeug von Jürgen „Ventor“ Reil wurde klassisch auf Tonband aufgenommen und später in digitale Form konvertiert. Das im April 2020 veröffentlichte Lied 666 – World Divided wurde nicht für das Album verwendet, da es laut Mille Petrozza vom Sound her nicht zu den restlichen Liedern des Albums gepasst hätte. Bassist Frédéric Leclerq erinnerte sich, dass es während der Aufnahmen zu einem kurzen Streit wegen einer Klangfolge kam, was dazu führte, dass Gitarrist Sami Yli-Sirniö fünf Noten neu einspielen musste.
Als Gastmusiker sind Drangsal beim Intro Sergio Corbucci Is Dead und Conquer and Destroy sowie Sofia Portanet bei Midnight Sun zu hören. Petrozza sang zuvor als Gast bei einem Lied von Portanet, welches zum Zeitpunkt der Veröffentlichung von Hate über alles noch nicht veröffentlicht war. Eigentlich sollte Portanet bei einem nicht näher bezeichneten anderen Titel als Gast auftreten, den sie aber nicht gut fand. Darüber hinaus ist der Kraftsportler Patrik Baboumian bei dem Lied Strongest of the Strong zu hören. Für die Orchestration arbeiteten Kreator wie schon beim Vorgängeralbum Gods of Violence bei drei Liedern mit der italienischen Band Fleshgod Apocalypse zusammen. Allerdings wären die Orchestrierungen weiter in den Hintergrund gerückt und die für das Lied Conquer & Destroy wurde erst gar nicht verwendet. Eine spätere Veröffentlichung dieser Orchesterversion im Rahmen einer EP hält Petrozza für möglich.

### Veröffentlichung
Der Albumtitel und das von Eliran Kantor gestaltete Albumcover wurden am 3. Februar 2022 bekannt gegeben. Einen Tag später folgte mit dem Titellied die erste Single mitsamt Musikvideo. Das Video wurde kritisiert, da es einen Aufruhr gegen Polizisten zeigt und am Gedenktag an die Tötung zweier Polizisten im Landkreis Kusel erschien. Mille Petrozza bedauerte das „unglückliche Timing“, wehrte sich aber in Interviews gegen Anschuldigungen, dass die Band Gewalt gegen Polizisten unterstütze. Das Video wäre inszeniert und übertrieben.

„Ich finde diese Unterstellung grotesk, dass man Künstlern unterstellt, sie würden, in dem sie ein Video herausbringen, Gewalt unterstützen, oder dass sie in ihrer Musik für Gewalt oder so einen Schwachsinn sind. Wir freuen uns, unsere Kunst ausüben zu können, und verabscheuen Gewalt bis auf Letzte!“

Am 8. April 2022 folgte das Musikvideo für das Lied Strongest of the Strong, bei dem der Kraftsportler Patrik Baboumian zu sehen ist. Laut Mille Petrozza würde Baboumian viele seiner Werte teilen. Die dritte Single Midnight Sun erschien samt Video am 6. Mai 2022. Mit der Albumveröffentlichung erschien mit Become Immortal die vierte Single. In dem Musikvideo ist die Essener Band Destroy Them zu sehen.

## Hintergrund
Album- und Songtitel leiten sich von dem Song California über alles der amerikanischen Punk-Rock-Band Dead Kennedys ab. Mit dem Albumtitel kritisiert Sänger Mille Petrozza das Kommunikationsverhalten der Menschheit miteinander im Zeitalter der Sozialen Medien sowie der Tendenz, auf andere Meinungen pauschal mit Hasskommentaren zu reagieren oder ohne erkennbaren Willen zum konstruktiven Austausch einfach gegen alles stellen.

„Die Art und Weise, wie dort miteinander kommuniziert wird, wenn man es noch Kommunikation nennen kann, ist purer Hass! Da werden Morddrohungen ausgesprochen und im virtuellen Raum Leute bedroht. Für diese Art der Kommunikation muss ein neuer Umgang geschaffen werden.“

Die Lieder Killer of Jesus und Crush the Tyrants kritisieren die Fremdbestimmung durch religiöse Autoritäten und dem blinden Folgen dieser. Strongest of the Strong ist den Menschen gewidmet, die danach streben, eine Macht des Guten in einer Welt voll von Bösen zu werden. Das Lied Become Immortal ist autobiographisch. Petrozza behandelt die Anfangstage der Band, wie sie 1984 die ersten Demos einspielten und ein Jahr später in Berlin das erste Kreator-Album aufnahm und erinnert sich an Freunde und Weggefährten, die zwischenzeitlich verstorben sind. Das Lied wurde dem Album Die Unendlichkeit des Tocotronic-Sängers Dirk von Lowtzow inspiriert. In Bezug auf den Beat des Stücks Become Immortal inspirierte Komponist Mille Petrozza ein Song des Albums Reverence von Parkway Drive aus dem Jahre 2018. Der Titel Midnight Sun wurde von dem Film Midsommar inspiriert. Demonic Future befasst sich mit den fremdenfeindlichen Protesten in der sächsischen Stadt Freital im Jahre 2015. Dying Planet handelt von der andauernden Zerstörung der Umwelt durch den Menschen.

## Rezeption

### Rezensionen
Das deutsche Magazin Metal Hammer kürte Hate über alles zum „Album des Monats“. Für Kreator war es das fünfte Album in Folge, welches diese Auszeichnung erhielt. Sebastian Kessler schrieb, dass die Band es „tatsächlich schafft, immer noch einen draufzusetzen“. Kreator „scheuen seit jeher nicht vor Weiterentwicklung, Modernisierungen und Blicken über den Tellerrand zurück“, was ihre Musik „frisch, interessiert und interessant hält“. Die Band klingt „völlig ungezwungen, mannigfaltig und grundehrlich“, wofür Kessler 6,5 von sieben Punkten vergab. Auch im deutschen Magazin Rock Hard wurde Hate über alles zum „Album des Monats“ gekürt. Sebastian Schilling beschrieb das Album als „Rückbesinnung auf klassische Tugenden, ohne dass die Band auf die Retro-Karte setzt“, sowie als „eine fast perfekte Platte, die sich mit dem Nuller-Jahre-Meilenstein Violent Revolution messen kann“. Schilling vergab neun von zehn Punkten. Angela Davey vom britischen Magazin Kerrang! hingegen kritisierte, dass dem Album nach dem Lied Strongest of the Strong die „Räder abfallen würden“. Wer sich „das Album anhören möchte, sollte nach diesem Lied aufhören um sich von der Enttäuschung eines konfusen Mixes aus New Wave of British Heavy Metal und Power Metal zu bewahren“. Davey vergab zwei von fünf Punkten.

### Chartplatzierungen
| ChartsChartplatzierungen | Höchstplatzierung | Wochen |
| ------------------------ | ----------------- | ------ |
| Deutschland (GfK)        | 2 (6 Wo.)         | 6      |
| Österreich (Ö3)          | 6 (1 Wo.)         | 1      |
| Schweiz (IFPI)           | 7 (2 Wo.)         | 2      |

### Bestenlisten
| Publikation  | Liste                               | Werk            | Platz |
| ------------ | ----------------------------------- | --------------- | ----- |
| Decibel      | The Top 40 Albums of 2022           | Hate über alles | 4     |
| Metal.de     | Die 50 besten Alben des Jahres 2022 | Hate über alles | 3     |
| Metal Hammer | Die Alben des Jahres                | Hate über alles | 1     |
| Visions      | Die 50 Alben des Jahres 2022        | Hate über alles | 32    |
| Visions      | Die 25 besten Musikvideos 2022      | Midnight Sun    | 24    |